# Ранен в бою

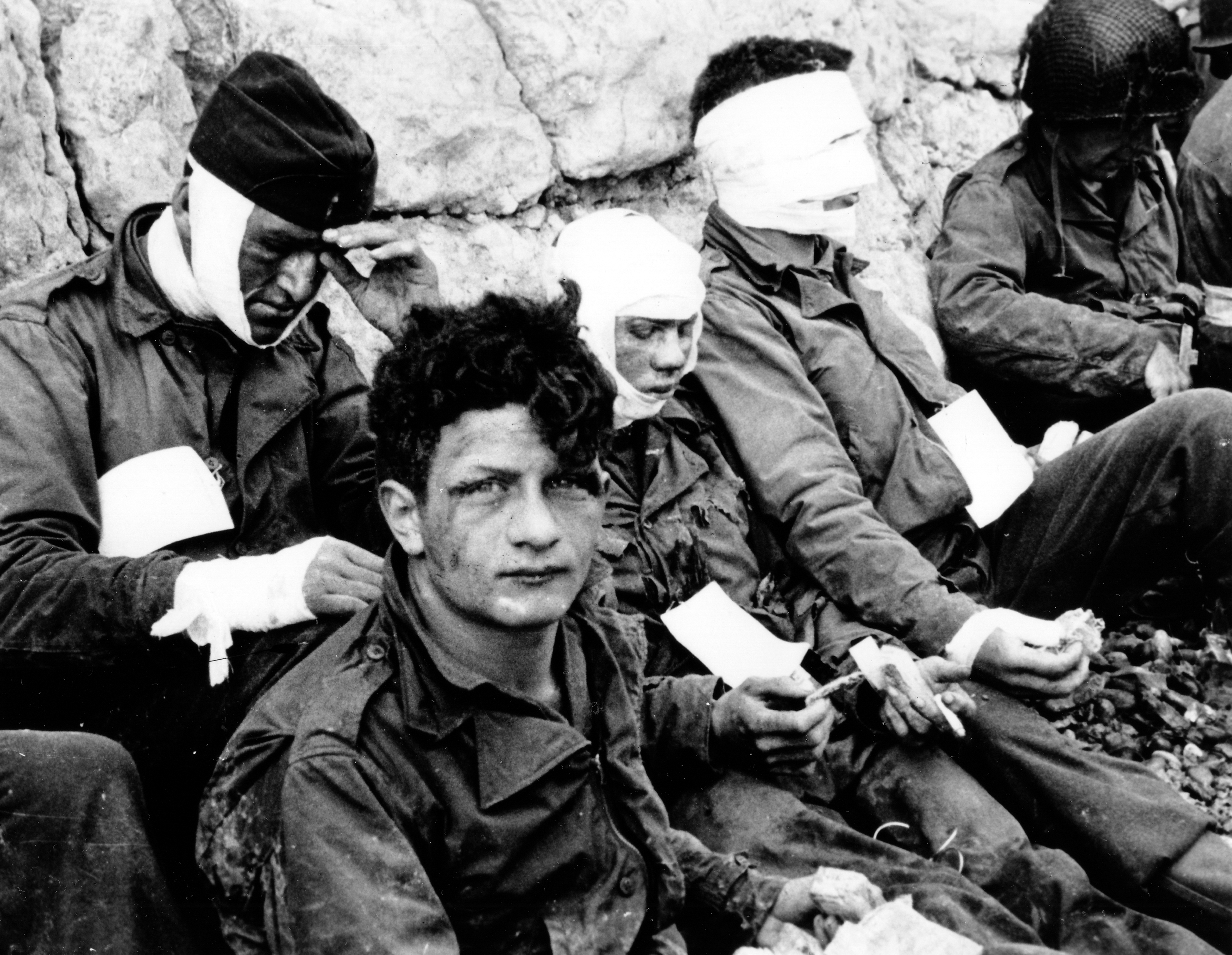
Раненые солдаты 1-го пехотного полка на пляже Омаха, 1944 год

Ранен в бою (англ. Wounded in action, WIA) — военная классификация в армии США, присваиваемая комбатантам, которые были ранены в зоне боевых действий во время войны, но не были убиты. Обычно это означает, что они временно или постоянно не в состоянии носить оружие, или продолжать вести боевые действия. Не используется для описания жертв террористической деятельности.
Термин охватывает все виды ран и других повреждений, полученных в бою, включая: огнестрельные ранения, переломы, ожоги, контузию, эффекты биологических и химических отравляющих веществ, ионизирующей радиации и другое.
Военным США, которые были ранены в бою, обычно присваивают медаль «Пурпурное сердце».

## ОпределениеНАТО
По определению НАТО, классификация ранен в бою — это боевая потеря, которая понесла несмертельную травму из-за внешнего фактора или причины в результате враждебных действий.